# Stojčín
Stojčín (en allemand : Stojtschin) est une commune du district de Pelhřimov, dans la région de Vysočina, en République tchèque. Sa population s'élevait à 116 habitants en 2024.

## Géographie
Stojčín se trouve à 3 km au sud-ouest de Počátky, à 21,5 km au sud de Pelhřimov, à 32 km au sud-ouest de Jihlava à 111 km au sud-est de Prague.
La commune est limitée par Žirovnice à l'ouest et au nord, par Počátky au nord et à l'est, et par Popelín au sud.

## Histoire
La première mention écrite de la localité date de 1365.

## Transports
Par la route, Stojčín se trouve à 3,6 km de Počátky, à 26,5 km de Pelhřimov, à 38 km de Jihlava à 141 km de Prague.